# Roodwangkolibrie
De roodwangkolibrie (Goldmania bella synoniem: Goethalsia bella) is een vogel uit de familie Trochilidae (kolibries).

## Verspreiding en leefgebied
Deze soort komt voor in oostelijk Panama en noordwestelijk Colombia.